# Szymon Kądziołka
Szymon Kądziołka (Polonia, 29 de enero de 2006) es un futbolista polaco que juega como centrocampista en el Stal Rzeszów de la I Liga de Polonia.

## Estadísticas

### Clubes
Actualizado al último partido disputado el 25 de mayo de 2025.
| Club                   | Div.          | Temporada     | Liga  | Liga  | Copas nacionales | Copas nacionales | Copas internacionales | Copas internacionales | Total | Total |
| Club                   | Div.          | Temporada     | Part. | Goles | Part.            | Goles            | Part.                 | Goles                 | Part. | Goles |
| ---------------------- | ------------- | ------------- | ----- | ----- | ---------------- | ---------------- | --------------------- | --------------------- | ----- | ----- |
| Stal Rzeszów · Polonia | 2.ª           | 2022-23       | 1     | 0     | 0                | 0                | ―                     | ―                     | 1     | 0     |
| Stal Rzeszów · Polonia | 2.ª           | 2023-24       | 24    | 3     | 1                | 1                | ―                     | ―                     | 25    | 4     |
| Stal Rzeszów · Polonia | 2.ª           | 2024-25       | 30    | 2     | 1                | 0                | ―                     | ―                     | 31    | 2     |
| Stal Rzeszów · Polonia | Total club    | Total club    | 55    | 5     | 2                | 1                | 0                     | 0                     | 57    | 6     |
| Total carrera          | Total carrera | Total carrera | 55    | 5     | 2                | 1                | 0                     | 0                     | 57    | 6     |